# XXVII Concurs de castells de Tarragona
El XXVII Concurs de Castells de Tarragona tingué lloc el diumenge 30 de setembre de 2018 a la plaça del Castell de Torredembarra i el dissabte 6 i diumenge 7 d'octubre del mateix any a la Tarraco Arena Plaça de Tarragona. És el cinquantè concurs de castells de la història i la vint-i-setena edició del concurs de castells de Tarragona, organitzat biennalment per l'Ajuntament de Tarragona. Va comptar amb la participació de 42 colles classificades segons el Rànquing Estrella Concurs, que comptabilitza les actuacions realitzades des de l'1 de setembre de 2017 fins al 31 d'agost de 2018.
La Colla Vella dels Xiquets de Valls es va proclamar vencedora, trencant la ratxa dels Castellers de Vilafranca, que van quedar en segona posició i havien guanyat les vuit edicions anteriors de forma consecutiva, des de la victòria de la Colla Vella l'any 2000 al XVIII Concurs. En tercera posició va quedar la Colla Jove Xiquets de Tarragona. A la jornada de dissabte es van proclamar vencedors ex aequo els Moixiganguers d'Igualada i els Xiquets de Reus, essent el primer empat des que es va començar a celebrar a l'edició del 2012 aquest concurs de dissabte. La jornada de Torredembarra la va guanyar la Colla Castellera de Figueres.
El 22 d'agost del 2017 es va saber que la taula de puntuacions del Concurs només permetria puntuar un sol castell carregat per actuació, el que tingués més punts, ja fos en la jornada del Concurs o en el Rànquing classificatori. En aquest sentit també es van afegir estructures noves a la taula de puntuacions, com els inèdits 9 de 9 amb folre, el 2 de 10 amb folre, manilles i puntals i el 4 de 10 amb folre (alguns dels quals ja n'havien format part). Com a novetat més destacada, a més, els castells sense folre (4d9sf i 2d8sf) passaven a valdre més punts que els castells de 10 amb manilles (3d10fm i 4d10fm). Aquesta nova taula de puntuacions va entrar en vigor l'1 de setembre de 2017

## Resultats
| Resultat              |
| --------------------- |
| Descarregat (D)       |
| Carregat (C)          |
| Intent (I)            |
| Intent desmuntat (ID) |

LLEGENDA: f: castell amb folre, fm: amb folre i manilles, sf: sense folre, sm: sense manilles, fmp: amb folre, manilles i puntals, a: amb l'agulla o el pilar, fa: amb folre i l'agulla o el pilar, ps: aixecat per sota o per baix, *: amb penalització.
Aquesta és la classificació del XXVII Concurs de Tarragona. En negreta estan els castells que puntuen.
| Pos. | Colla                               | Dia       | Castells  | Castells  | Castells   | Castells  | Castells  | Punts |
| Pos. | Colla                               | Dia       | 1a. ronda | 2a. ronda | 3a. ronda  | 4a. ronda | 5a. ronda | Punts |
| ---- | ----------------------------------- | --------- | --------- | --------- | ---------- | --------- | --------- | ----- |
| 1r.  | Colla Vella dels Xiquets de Valls   | Dg. 7/10  | 4d9sf     | 2d8sf     | 3d10fm(c)* | -         | -         | 9.690 |
| 2n.  | Castellers de Vilafranca            | Dg. 7/10  | 3d10fm    | 2d8sf(c)  | 4d10fm(i)  | 2d9fm     | -         | 8.070 |
| 3r.  | Colla Jove Xiquets de Tarragona     | Dg. 7/10  | 5d9f      | 3d10fm(c) | 9d8        | -         | -         | 7.090 |
| 4t.  | Capgrossos de Mataró                | Dg. 7/10  | 3d9f      | 2d9fm     | 5d9f       | -         | -         | 6.040 |
| 5è.  | Colla Joves Xiquets de Valls        | Dg. 7/10  | 2d8sf(c)  | 4d9sf(id) | 4d9sf(id)  | 3d9f      | 4d9f      | 5.755 |
| 6è.  | Xiquets de Tarragona                | Dg. 7/10  | 3d9f      | 5d8       | 4d9f       | -         | -         | 4.000 |
| 7è.  | Castellers de Sants                 | Dg. 7/10  | 3d9f(c)   | 3d9f**    | 2d9fm(c)   | 4d8       | -         | 4.000 |
| 8è.  | Xiquets de Reus                     | Ds. 6/10  | 2d8f      | 3d9f      | 5d8        | -         | -         | 3.460 |
| 8è.  | Moixiganguers d'Igualada            | Ds. 6/10  | 5d8       | 3d9f      | 2d8f       | -         | -         | 3.460 |
| 10è. | Marrecs de Salt                     | Dg. 7/10  | 5d8       | 3d9f(c)   | 2d8f(id)   | 2d8f**    | -         | 3.265 |
| 11è. | Castellers de Barcelona             | Dg. 7/10  | 4d9f(id)  | 4d9f**    | 2d8f       | 3d8(id)   | 3d8**     | 3.080 |
| 12è. | Castellers de Sant Cugat            | Dg. 7/10  | 5d8       | 3d9f(c)   | 4d8        | -         | -         | 2.980 |
| 13è. | Castellers de Sabadell              | Dg. 7/10  | 7d8       | 3d9f(c)   | 4d9f(c)    | 4d8       | -         | 2.845 |
| 14è. | Castellers de la Vila de Gràcia     | Dg. 7/10  | 2d8f      | 3d9f(i)   | 4d8        | 3d8       | -         | 2.255 |
| 14è. | Sagals d'Osona                      | Ds. 6/10  | 3d8       | 2d8f      | 4d8        | pd7f(i)   | -         | 2.255 |
| 16è. | Castellers de Sant Pere i Sant Pau  | Ds. 6/10  | 3d8       | 4d8(c)    | 2d7        | -         | -         | 1.855 |
| 16è. | Xicots de Vilafranca                | Ds. 6/10  | 3d8       | 4d9f(i)   | 2d7        | 4d8(c)    | -         | 1.855 |
| 18è. | Colla de Castellers d'Esplugues     | Ds. 6/10  | 2d7       | 3d8       | 3d7ps      | -         | -         | 1.770 |
| 19è. | Nens del Vendrell                   | Ds. 6/10  | 3d8       | 2d8f(i)   | 4d8        | 7d7       | -         | 1.735 |
| 20è. | Castellers de Terrassa              | Ds. 6/10  | 5d7       | 4d8       | 2d7        | -         | -         | 1.660 |
| 21è. | Castellers de Lleida                | Ds. 6/10  | 4d8       | 2d8f(id)  | -          | 7d7       | 2d7       | 1.640 |
| 22è. | Castellers de Berga                 | Ds. 6/10  | 7d7       | 4d8(id)   | 4d8**      | 2d7(id)   | 2d7**     | 1.640 |
| 23è. | Colla Jove de Castellers de Sitges  | Ds. 6/10  | 5d7       | 2d7       | 7d7        | -         | -         | 1.425 |
| 24è. | Colla Castellera Jove de Barcelona  | Ds. 6/10  | 5d7       | 7d7       | 2d7(id)    | 2d7**     | -         | 1.425 |
| 24è. | Colla Castellera de Figueres        | Dg. 30/09 | 5d7       | 2d7(id)   | 7d7        | 2d7**     | -         | 1.425 |
| 26è. | Castellers d'Esparreguera           | Ds. 6/10  | 5d7       | 7d7       | 2d7(c)     | -         | -         | 1.345 |
| 26è. | Castellers de Castelldefels         | Dg. 30/09 | 5d7       | 7d7       | 2d7(c)     | -         | -         | 1.345 |
| 28è. | Castellers de l'Alt Maresme         | Dg. 30/09 | 5d7       | 7d7       | 2d7(id)    | 2d7(c)**  | -         | 1.345 |
| 29è. | Bordegassos de Vilanova             | Ds. 6/10  | 3d8       | 4d8       | 2d8f(i)    | 2d7(i)    | -         | 1.335 |
| 30è. | Xiquets del Serrallo                | Ds. 6/10  | 5d7       | 2d7       | 5d7a(id)   | 3d7       | pd6(i)    | 1.315 |
| 31è. | Nois de la Torre                    | Ds. 6/10  | 5d7       | 7d7*      | 3d7ps      | 4d8(i)    | -         | 1.285 |
| 32è. | Castellers de la Sagrada Família    | Ds. 6/10  | 5d7       | 3d7ps     | 7d7(id)    | 7d7**     | -         | 1.285 |
| 33è. | Castellers del Poble Sec            | Dg. 30/9  | 4d7a      | 5d7       | 7d7*       | -         | -         | 1.200 |
| 34è. | Castellers de Cerdanyola            | Ds. 6/10  | 5d7       | 2d7(i)    | 4d7a       | 5d7a(id)  | 3d7a      | 1.160 |
| 35è. | Xics de Granollers                  | Ds. 6/10  | 5d7       | 7d7       | 4d7        | -         | -         | 1.095 |
| 36è. | Carallots de Sant Vicenç dels Horts | Dg. 30/9  | 4d7a      | 3d7a(id)  | 3d7a**     | 3d7       | -         | 1.030 |
| 37è. | Castellers del Riberal              | Dg. 30/9  | 3d7       | 4d7(id)   | 4d7        | 3d7a      | 4d7a(c)   | 995   |
| 38è. | Castellers d'Altafulla              | Dg. 30/9  | 3d7       | 4d7       | 5d7        | -         | -         | 985   |
| 39è. | Castellers de Mollet                | Dg. 30/9  | 3d7       | 4d7       | 2d6        | pd5       | -         | 775   |
| 40è. | Matossers de Molins de Rei          | Dg. 30/9  | 3d7       | 4d7(id)   | 4d7**      | pd5       | 3d7a(i)   | 775   |
| 41è. | Castellers de Caldes de Montbui     | Dg. 30/9  | 3d7       | 4d7       | 2d6        | -         | -         | 765   |
| 42è. | Castellers de Badalona              | Dg. 30/9  | 4d7a      | 2d7(id)   | 3d7a(id)   | 3d7a(id)  | 3d7       | 670   |

## Colles participants
La normativa del XXVII Concurs de Castells determina que poden participar-hi les 42 colles millor classificades al Rànquing Estrella Concurs, on es comptabilitzen les cinc millors actuacions de les colles en el període de l'1 de setembre del 2017 al 31 d'agost del 2018. En aquest còmput s'hi tenen en compte els tres millors castells de cada actuació (és a dir, els més ben puntuats), dels quals tan sols un d'aquests pot ser carregat. Aquest rànquing també determina, segons la posició que ocupi cada colla, el dia que actuï al Concurs.
En aquesta edició, a més de la tradicional renúncia dels Minyons de Terrassa a participar-hi, també els Tirallongues de Manresa van renunciar a participar en la jornada de dissabte 6 d'octubre, i els Al·lots de Llevant, els Castellers de Cornellà i els Xerrics d'Olot van renunciar a participar en la de Torredembarra del 30 de setembre. Com a conseqüència, la jornada del diumenge 7 d'octubre completà la participació de 12 colles amb la presència dels Castellers de Sant Cugat, classificats a la 13a. posició del Rànquing Estrella Concurs. La jornada del dissabte 6 d'octubre comptà amb els Castellers d'Esparreguera i els Nois de la Torre, classificats en posició 31a. i 32a., i amb els Xiquets del Serrallo convidats a la jornada tarragonina de dissabte per l'organització com a colla local malgrat estar a la 35a. posició del rànquing, fent un total de 19 colles. La jornada de Torredembarra acabà acollint 11 colles amb la presència dels Castellers de Caldes de Montbui, els Castellers de Mollet, els Castellers del Riberal i els Castellers d'Altafulla classificats en les posicions 43, 44, 46 i 47 del Rànquing Estrella Concurs respectivament.

## Normativa
La novetat normativa més important del XXVII Concurs de Tarragona va ser el fet que com a màxim puntués un castell que hagués quedat carregat. Aquest criteri, inèdit en la història dels concursos de castells, despertà certa controvèrsia especialment a les colles més tradicionals. La Comissió Assessora del Concurs l'adoptà amb la finalitat de desincentivar les caigudes i promoure, per tant, la seguretat al món casteller.
Un altre canvi normatiu en benefici de la seguretat va ser la introducció d'una penalització per als castells on s'enfonsessin el folre o les manilles després de quedar descarregats. En canvi, es va treure la penalització per fer un peu desmuntat, considerant que el sistema de rondes encavalcades i les limitacions de temps ja serveixen per a promoure l'agilitat desitjada.

### Taula de puntuacions
Aquesta és la taula utilitzada pel jurat del XXVIIè Concurs per a puntuar les actuacions de les diferents colles i atorgar-los la corresponents puntuació i posició final. És també la taula utilitzada pel Rànquing Estrella Damm entre les dates 1/9/2017 i 31/8/2018, en què es computen els tres millors castells de les cinc millors actuacions, per a saber les colles que tenen dret a participar en aquest certamen, és a dir, les 42 millors colles, dividides en tres dies: el 7 d'octubre les 12 primeres, el 6 d'octubre les 18 segones i el 30 de setembre les 12 terceres.
A diferència de l'edició anterior, s'incorporen a la taula els castells inèdits 9 de 9 amb folre, 2 de 10 amb folre, manilles i puntals i 4 de 10 amb folre. Dels castells que ja hi eren, s'ha incrementat la valoració dels castells sense folre (4d9sf i 2d8sf) que passen a valdre més punts que els castells de 10 emmanillats (3d10fm i 4d10fm).
| Grup   | Subgrup | Castell | Punts carregat | Punts descarregat |
| ------ | ------- | ------- | -------------- | ----------------- |
| Grup 0 | sub 1   | 2de6    | 175            | 200               |
| Grup 0 | sub 1   | Pde5    | 185            | 210               |
| Grup 1 | sub 1   | 9de6    | 230            | 265               |
| Grup 1 | sub 1   | 4de7    | 240            | 275               |
| Grup 1 | sub 1   | 3de7    | 250            | 290               |
| Grup 2 | sub 1   | 3de7a   | 330            | 360               |
| Grup 2 | sub 1   | 4de7a   | 345            | 380               |
| Grup 2 | sub 2   | 7de7    | 350            | 400               |
| Grup 2 | sub 2   | 5de7    | 365            | 420               |
| Grup 2 | sub 3   | 7de7a   | 415            | 440               |
| Grup 2 | sub 3   | 5de7a   | 425            | 450               |
| Grup 2 | sub 3   | 3de7ps  | 435            | 465               |
| Grup 3 | sub 1   | 9de7    | 500            | 575               |
| Grup 3 | sub 1   | 2de7    | 525            | 605               |
| Grup 3 | sub 1   | 4de8    | 550            | 635               |
| Grup 3 | sub 2   | Pde6    | 580            | 665               |
| Grup 3 | sub 2   | 3de8    | 610            | 700               |
| Grup 4 | sub 1   | 7de8    | 760            | 875               |
| Grup 4 | sub 1   | 2de8f   | 800            | 920               |
| Grup 4 | sub 1   | Pde7f   | 835            | 960               |
| Grup 4 | sub 2   | 5de8    | 880            | 1010              |
| Grup 4 | sub 2   | 4de8a   | 965            | 1060              |
| Grup 4 | sub 2   | 3de8a   | 1005           | 1110              |
| Grup 4 | sub 2   | 7de8a   | 1025           | 1125              |
| Grup 4 | sub 3   | 5de8a   | 1055           | 1165              |

| Grup   | Subgrup | Castell  | Punts carregat | Punts descarregat |
| ------ | ------- | -------- | -------------- | ----------------- |
| Grup 5 | sub 1   | 4de9f    | 1270           | 1460              |
| Grup 5 | sub 1   | 3de9f    | 1335           | 1530              |
| Grup 6 | sub 1   | 9de8     | 1665           | 1915              |
| Grup 6 | sub 2   | 3de8ps   | 1825           | 2010              |
| Grup 6 | sub 2   | 2de9fm   | 1835           | 2110              |
| Grup 6 | sub 2   | Pde8fm   | 1925           | 2210              |
| Grup 6 | sub 3   | 7de9f    | 2020           | 2320              |
| Grup 6 | sub 3   | 5de9f    | 2090           | 2400              |
| Grup 6 | sub 3   | 4de9fa   | 2250           | 2475              |
| Grup 6 | sub 3   | 3de9fa   | 2315           | 2555              |
| Grup 7 | sub 1   | 3de10fm  | 2775           | 3195              |
| Grup 7 | sub 1   | 4de10fm  | 2870           | 3300              |
| Grup 7 | sub 1   | 4de9sf   | 2680           | 3405              |
| Grup 7 | sub 1   | 2de8sf   | 2765           | 3510              |
| Grup 7 | sub 2   | 9de9f    | 3190           | 3670              |
| Grup 7 | sub 2   | 2de9sm   | 2915           | 3705              |
| Grup 7 | sub 3   | 2de10fmp | 3370           | 3870              |
| Grup 7 | sub 3   | Pde9fmp  | 3480           | 4000              |
| Grup 7 | sub 3   | 3de9sf   | 3250           | 4130              |
| Grup 7 | sub 3   | 4de10sm  | 3350           | 4260              |

## Castells realitzats
La següent taula mostra la quantitat de vegades que es veure cada castell segons el seu resultat. No s'hi inclouen els castells de la taula de puntuacions que no van ser intentats cap vegada.
| Castell     | 2d6 | Pd5 | 4d7 | 3d7 | 3d7a | 4d7a | 7d7 | 5d7 | 5d7a | 3d7ps | 2d7 | 4d8 | Pd6 | 3d8 | 7d8 | 2d8f | Pd7f | 5d8 | 3d9f | 4d9f | 9d8 | 2d9fm | 5d9f | 4d9sf | 2d8sf | 3d10fm | 4d10fm | TOTAL | %    |
| ----------- | --- | --- | --- | --- | ---- | ---- | --- | --- | ---- | ----- | --- | --- | --- | --- | --- | ---- | ---- | --- | ---- | ---- | --- | ----- | ---- | ----- | ----- | ------ | ------ | ----- | ---- |
| Descarregat | 2   | 2   | 6   | 8   | 4    | 5    | 13  | 14  |      | 1     | 10  | 10  |     | 8   | 1   | 6    |      | 5   | 6    | 3    | 1   | 2     | 2    | 1     | 1     | 1      |        | 113   | 71%  |
| Carregat    |     |     |     |     |      | 1    |     |     |      |       | 3   | 2   |     |     |     |      |      |     | 4    | 1    |     | 1     |      |       | 2     | 2      |        | 15    | 9%   |
| Intent      |     |     |     |     | 1    |      |     |     |      |       | 2   | 1   | 1   |     |     | 2    | 1    |     | 1    | 1    |     |       |      |       |       |        | 1      | 11    | 7%   |
| Int. des.   |     |     | 2   |     | 3    |      | 1   |     | 2    |       | 5   | 1   |     | 1   |     | 2    |      |     |      | 1    |     |       |      | 2     |       |        |        | 20    | 13%  |
| Total       | 2   | 2   | 8   | 8   | 8    | 6    | 14  | 14  | 2    | 1     | 20  | 14  | 1   | 9   | 1   | 10   | 1    | 5   | 11   | 7    | 1   | 3     | 2    | 3     | 3     | 3      | 1      | 159   | 100% |

## Diada internacional
El dissabte 6 d'octubre al migdia es va celebrar la II Diada Internacional vinculada amb el Concurs, a la Plaça de la Font a Tarragona. Hi van participar oficialment els Castellers of London, Castellers de París, Colla Castellera de Madrid, Castellers d'Andorra i Xiquets Copenhagen, amb la col·laboració especial de la Muixeranga d'Algemesí i els Govindes Dahi Handi Samanvay Samiti de Mumbai.
| Colla                      | Castells                        | Notes                           |
| -------------------------- | ------------------------------- | ------------------------------- |
| Xiquets Copenhagen         | 3d6, i P5f, P4                  | Primer castell de 6 de la colla |
| Castellers of London       | 4d6a, 5d6, i 2d6, 3d6a, 2 P4    |                                 |
| Castellers d'Andorra       | 5d6, id 3d6a, 4d6a, 3 P4 + 2 P3 |                                 |
| Castellers de París        | 3d6, 3d6a, 4d6a, P4xs           |                                 |
| Colla Castellera de Madrid | 4d6a, 2d6, 5d6, P5              |                                 |

Alguns membres dels Castellers de Mont-real, Colla Castellera d'Edinburgh i Castellers de Sydney també estaven presents i van aixecar pilars de 3 durant la ronda dels pilars, amb l'ajuda de les altres colles qui els van fer pinya.